# Baba Is You
Baba Is You – komputerowa gra logiczna, której autorem jest fiński programista Arvi „Hempuli” Teikari. Wczesna wersja gry została stworzona na konkurs Nordic Game Jam w 2017 roku i zamieszczona w Internecie. Pełna wersja gry została wydana 13 marca 2019 roku na platformach PC i Nintendo Switch. 22 czerwca 2021 roku gra ukazała się na platformach mobilnych Android i iOS.

## Rozgrywka
Na każdym poziomie gracz musi doprowadzić do celu kierowaną przez siebie postać (najczęściej jest to czworonożny stworek Baba). Na planszy znajdują się rozmaite obiekty, np. ściany, skrzynie lub drzwi. Reguły rządzące zachowaniem tych obiektów przedstawione są na planszy w postaci prostych zdań złożonych z angielskich słów. Na przykład WALL IS STOP oznacza, że przez ściany nie da się przejść; FLAG IS WIN oznacza, że dotarcie do flagi jest warunkiem zwycięstwa; a BABA IS YOU oznacza, że postacią kierowaną przez gracza jest stworek Baba. 
Wyrazy wchodzące w skład tych reguł są obecne fizycznie na planszy, a gracz może je popychać w inne miejsca, układając tym samym nowe zdania. W ten sposób gracz zmienia reguły gry, nadając obiektom nowe właściwości lub zamieniając jedne obiekty w inne. Na przykład usunięcie ze zdania WALL IS STOP słowa STOP sprawia, że ściany nie blokują już ruchu. Jeśli zamiast tego gracz ułoży zdanie WALL IS WIN, dotknięcie ściany będzie skutkowało wygraniem poziomu. Ukończenie każdego poziomu wymaga od gracza umiejętnego manipulowania wyrazami.

## Produkcja

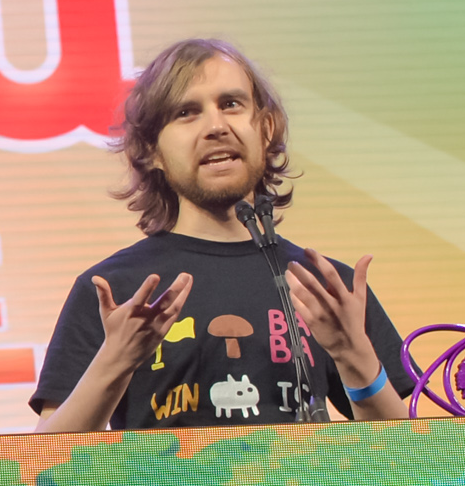
Arvi Teikari odbiera nagrodę na festiwalu Independent Games Festival w 2018 roku. Na jego koszulce widać motyw graficzny z gry Baba Is You

Koncepcja Baba is You powstała w 2017 roku, gdy Arvi Teikari brał udział w corocznym konkursie na tworzenie gier Nordic Game Jam. Temat tej edycji konkursu brzmiał „Not There”. Teikariemu skojarzyło się to z operatorem logicznym „NOT”. Wyobraził sobie blok lodu, którzy stoi obok lawy, lecz nie topnieje, chroniony przez zdanie „ICE IS NOT MELT”. Tak powstał pomysł stworzenia gry logicznej, w której gracz popychałby słowa, by układać z nich reguły. W początkowym zamyśle każdy obiekt miał mieć określone właściwości (np. lód domyślnie topniałby w obecności lawy), które dałoby się wyłączyć za pomocą słowa „NOT”. Potem jednak Teikari doszedł do wniosku, że gra będzie ciekawsza, jeśli żaden obiekt nie będzie miał domyślnie przypisanych właściwości. 
Stworzony przez Teikariego prototyp Baba is You zdobył w konkursie pierwsze miejsce. Mimo to Teikari nie planował rozwijać gry, gdyż nie był pewien, czy potrafiłby satysfakcjonująco podołać temu zadaniu. Dopiero liczne pozytywne opinie, jakie usłyszał po konkursie, sprawiły, że zmienił zdanie i zaczął pracować nad pełną, komercyjną wersją gry. Był wówczas zatrudniony w firmie Nolla Games przy tworzeniu gry Noita, a nad Baba Is You pracował w wolnym czasie.
Gra powstała w programie Multimedia Fusion 2 z wtyczką pozwalającą używać języka skryptowego Lua. Muzykę Teikari stworzył w programie trackerowym OpenMPT. Projekt gry inspirowany był rozmaitymi grami logicznymi, np. Snakebird, Stephen's Sausage Roll lub A Good Snowman Is Hard to Build. Inspiracją dla stylu graficznego była gra Crayon Physics Deluxe. Nazwy dwóch postaci z gry, Baba i Keke, są odniesieniem do znanego z psychologii efektu bouba-kiki. 
Baba Is You zawiera ponad 200 poziomów. Aby zaprojektować większość z nich, Teikari starał się wymyślać jak najwięcej interesujących bądź zabawnych interakcji między różnymi słowami, a następnie tworzył zagadki, wymagające wykorzystania tych interakcji. Testerzy gry często odkrywali nieprzewidziane przez autora sposoby ukończenia poziomu. Teikari pozbywał się tych alternatywnych rozwiązań, ale zarazem wiele z nich wykorzystał przy tworzeniu specjalnych poziomów – wariacji na temat wcześniejszych zagadek, które gracz musi rozwiązać w zupełnie inny sposób niż poprzednio. Jednym z najtrudniejszych wyzwań przy programowaniu gry było poprawne obsługiwanie sytuacji, w których dwa słowa zajmują to samo miejsce. Jak twierdził Teikari: „czułem, że bardzo ważne było uwzględnienie możliwości, że gracz zrobi coś całkowicie zaskakującego”.

## Odbiór gry
Baba Is You została przyjęta przez krytyków entuzjastycznie. Recenzenci wyrażali podziw dla oryginalnej koncepcji gry i zawartego w niej potencjału. Recenzent serwisu Pocket Gamer określił grę jako „jedną z najbardziej pomysłowych, ekscytujących gier logicznych, w jakie kiedykolwiek zagrasz”. Z drugiej strony część recenzentów krytykowała grę za niekiedy zbyt wysoki poziom trudności oraz niejasne reguły.